# Persone di nome Hugh
| Questa pagina contiene informazioni ricavate automaticamente dalle voci biografiche con l'ausilio del template Bio e di un bot. L'aggiornamento è periodico e automatico e ricostruisce completamente la pagina. Se manca una persona in questa lista, sei pregato di non aggiungerla, ma accertati piuttosto che la sua voce biografica contenga il template Bio e che i dati anagrafici siano correttamente compilati. Se il template Bio manca, inseriscilo tu stesso o, in alternativa, metti l'avviso {{tmp\|Bio}} che ne segnala la mancanza. Se i dati riportati sono sbagliati, correggi direttamente la voce biografica; le modifiche saranno visibili in questa lista entro pochi giorni. Per chiarimenti vedi il progetto antroponimi. La lista contiene solo le 213 persone che sono citate nell'enciclopedia e per le quali è stato implementato correttamente il template Bio. Pagina aggiornata al 16 ott 2024. |

Questa è una lista di persone presenti nell'enciclopedia che hanno il prenome Hugh, suddivise per attività principale.

## Abati(2)
- Hugh Allan, abate e presbitero inglese (Hatfield, n. 1976)
- Hugh Faringdon, abate inglese (Reading, † 1539)

## Allenatori di calcio(2)
- Hugh Curran, allenatore di calcio e ex calciatore scozzese (Glasgow, n. 1943)
- Hugh Shaw, allenatore di calcio e calciatore scozzese (Edimburgo, † 1976)

## Alpinisti(1)
- Hugh Munro, alpinista scozzese (Londra, n. 1856 - Tarascona, † 1919)

## Ammiragli(4)
- Hugh Pigot, ammiraglio britannico (n. 1775 - † 1857)
- Hugh Pigot, ammiraglio britannico (Wychwood Forest, n. 1722 - Bristol, † 1792)
- Hugh Rodman, ammiraglio statunitense (Frankfort, n. 1859 - Bethesda, † 1940)
- Hugh Tothill, ammiraglio inglese (n. 1865 - † 1927)

## Arbitri di calcio(1)
- Hugh Dallas, ex arbitro di calcio scozzese (Motherwell, n. 1957)

## Arbitri di football americano(1)
- Hugh Ray, arbitro di football americano statunitense (Highland Park, n. 1884 - † 1956)

## Archeologi(1)
- Hugh O'Neill Hencken, archeologo statunitense (New York City, n. 1902 - Cape Cod, † 1981)

## Architetti(3)
- Hugh Casson, architetto, designer e giornalista inglese (Londra, n. 1910 - Londra, † 1999)
- Hugh Herland, architetto e artigiano inglese (n. 1330 - † 1411)
- Hugh May, architetto britannico (n. 1621 - † 1684)

## Artisti(1)
- Hugh Edward Blair, artista e linguista statunitense (Georgia, n. 1909 - † 1967)

## Astrofisici(1)
- Hugh Ross, astrofisico canadese (Montréal, n. 1945)

## Attori(27)
- Hugh Beaumont, attore statunitense (Lawrence, n. 1909 - Monaco di Baviera, † 1982)
- Hugh Bonneville, attore britannico (Londra, n. 1963)
- Hugh Dancy, attore e modello britannico (Stoke-on-Trent, n. 1975)
- Hugh Davidson, attore e sceneggiatore statunitense
- Hugh Dillon, attore e cantante canadese (Kingston, n. 1963)
- Hugh Fay, attore e regista cinematografico statunitense (New York, n. 1882 - Los Angeles, † 1926)
- Hugh Franklin, attore statunitense (Muskogee, n. 1916 - † 1986)
- Hugh Fraser, attore, regista teatrale e scrittore britannico (Londra, n. 1945)
- Hugh Gillin, attore statunitense (Galesburg, n. 1925 - San Diego, † 2004)
- Marjoe Gortner, attore statunitense (Long Beach, n. 1944)
- Hugh Grant, attore britannico (Londra, n. 1960)
- Hugh Griffith, attore gallese (Anglesey, n. 1912 - Londra, † 1980)
- Hugh Herbert, attore statunitense (Binghamton, n. 1884 - North Hollywood, † 1952)
- Hugh Jackman, attore australiano (Sydney, n. 1968)
- Hugh Keays-Byrne, attore britannico (Srinagar, n. 1947 - Gosford, † 2020)
- Hugh Marlowe, attore statunitense (Filadelfia, n. 1911 - New York, † 1982)
- Hugh Maynard, attore britannico (Birmingham, n. 1975)
- Hugh Mitchell, attore britannico (Winchester, n. 1989)
- Hugh O'Brian, attore statunitense (Rochester, n. 1925 - Beverly Hills, † 2016)
- Hugh O'Conor, attore irlandese (Dublino, n. 1975)
- Hugh Panaro, attore e cantante statunitense (Filadelfia, n. 1964)
- Hugh Quarshie, attore britannico (Accra, n. 1954)
- Hugh Rouse, attore britannico (Brentford, n. 1920 - Alberton, † 1998)
- Hugh Sanders, attore statunitense (East Saint Louis, n. 1911 - Los Angeles, † 1966)
- Hugh Skinner, attore britannico (Londra, n. 1985)
- Hugh Trevor, attore statunitense (Yonkers, n. 1903 - Los Angeles, † 1933)
- Hugh Williams, attore e drammaturgo britannico (Bexhill-on-Sea, n. 1904 - Londra, † 1969)

## Bassisti(4)
- Hugh Bullen, bassista trinidadiano (Trinidad e Tobago, n. 1951 - † 2016)
- Hugh Hopper, bassista e compositore britannico (Canterbury, n. 1945 - † 2009)
- Hugh McDonald, bassista statunitense (Filadelfia, n. 1950)
- Pepsi Tate, bassista britannico (Galles, n. 1965 - Penarth, † 2007)

## Biologi(2)
- Hugh Davson, biologo e scrittore inglese (n. 1909 - † 1996)
- Hugh Huxley, biologo inglese (Birkenhead, n. 1924 - Woods Hole, † 2013)

## Botanici(1)
- Hugh Algernon Weddell, botanico e medico britannico (Painswick, n. 1819 - Poitiers, † 1877)

## Calciatori(7)
- Hugh Adcock, calciatore inglese (Coalville, n. 1903 - Coalville, † 1975)
- Hugh Edmonds, calciatore scozzese (Chryston, n. 1884)
- Hughie Ferguson, calciatore scozzese (Glasgow, n. 1898 - Dundee, † 1930)
- Hugh Fisher, ex calciatore scozzese (Glasgow, n. 1944)
- Hughie Gallacher, calciatore scozzese (Bellshill, n. 1903 - Gateshead, † 1957)
- Hugh Howie, calciatore scozzese (Glasgow, n. 1924 - † 1958)
- Hugh McIlmoyle, ex calciatore scozzese (Port Glasgow, n. 1940)

## Canoisti(1)
- Hugh Fisher, ex canoista canadese (n. 1965)

## Canottieri(1)
- Hugh Edwards, canottiere britannico (Woodstock, n. 1906 - Southampton, † 1972)

## Cantanti(3)
- Hugh Cornwell, cantante e chitarrista britannico (Londra, n. 1949)
- Huey Lewis, cantante, armonicista e attore statunitense (New York, n. 1950)
- Hughie Thomasson, cantante e chitarrista statunitense (Tampa, n. 1952 - Brooksville, † 2007)

## Cestisti(3)
- Jesse Arnelle, cestista statunitense (New Rochelle, n. 1933 - San Francisco, † 2020)
- Hugh Robertson, ex cestista statunitense (Macon, n. 1989)
- Hugh Watanabe, cestista statunitense (Waimanalo, n. 1998)

## Chimici(2)
- Christopher Longuet-Higgins, chimico britannico (Lenham, n. 1923 - † 2004)
- Hugh Stott Taylor, chimico inglese (Lancashire, n. 1890 - Princeton, † 1974)

## Chirurghi(1)
- Hugh Lett, chirurgo britannico (Waddingham, n. 1876 - Walmer, † 1964)

## Ciclisti su strada(1)
- Hugh Carthy, ciclista su strada britannico (Preston, n. 1994)

## Comici(1)
- Hugh Dane, comico, attore e cabarettista statunitense (Phoenix, n. 1942 - Los Angeles, † 2018)

## Compositori(6)
- Hugh Allen, compositore inglese (Reading, n. 1869 - Oxford, † 1946)
- Hugh Aston, compositore inglese († 1558)
- Hugh Blair, compositore e organista inglese (Worcester, n. 1864 - Worthing, † 1932)
- Hugh Kellyk, compositore inglese
- Hugh Martin, compositore e paroliere statunitense (Birmingham, n. 1914 - Encinitas, † 2011)
- Hugh Stevenson Roberton, compositore e direttore di coro scozzese (Glasgow, n. 1874 - † 1952)

## Condottieri(1)
- Hugh O'Neill, condottiero irlandese († 1616)

## Danzatori(1)
- Hugh Laing, ballerino barbadiano (Barbados, n. 1911 - Harlem, † 1988)

## Designer(1)
- Hugh Syme, designer canadese

## Diplomatici(1)
- Hugh Foot, barone Caradon, diplomatico britannico (Plymouth, n. 1907 - Plymouth, † 1990)

## Direttori d'orchestra(1)
- Hugh Wolff, direttore d'orchestra statunitense (Neuilly-sur-Seine, n. 1953)

## Direttori della fotografia(2)
- Hugh Johnson, direttore della fotografia irlandese (Navan, n. 1946 - Los Angeles, † 2015)
- Hugh McClung, direttore della fotografia e regista statunitense (Brenham, n. 1874 - Los Angeles, † 1946)

## Drammaturghi(1)
- Hugh Leonard, drammaturgo, sceneggiatore e saggista irlandese (Dublino, n. 1926 - Dalkey, † 2009)

## Economisti(1)
- Hugh Gardner Ackley, economista e ambasciatore statunitense (Indianapolis, n. 1915 - Ann Arbor, † 1998)

## Editori(1)
- Hugh Hefner, editore statunitense (Chicago, n. 1926 - Los Angeles, † 2017)

## Esploratori(3)
- Hugh Clapperton, esploratore scozzese (Annan, n. 1788 - Sokoto, † 1827)
- Hugh Glass, esploratore statunitense (Scranton, n. 1783 - Yellowstone, † 1833)
- Hugh Willoughby, esploratore britannico (Risley - Lapponia, † 1554)

## Fisici(4)
- Hugh Longbourne Callendar, fisico britannico (Hatherop, n. 1863 - Ealing, † 1930)
- Hugh Latimer Dryden, fisico statunitense (Pocomoke City, n. 1898 - Washington, † 1965)
- Hugh Everett III, fisico statunitense (Washington, n. 1930 - McLean, † 1982)
- David Politzer, fisico statunitense (New York, n. 1949)

## Funzionari(1)
- Hugh O'Leary, funzionario britannico (Allerton, n. 1974)

## Generali(7)
- Hugh Percy, II duca di Northumberland, generale britannico (Coventry, n. 1742 - Kingston upon Hull, † 1817)
- Hugh Dawnay, VIII visconte Downe, generale irlandese (n. 1844 - † 1924)
- Hugh Dowding, generale britannico (Moffat, n. 1882 - Royal Tunbridge Wells, † 1970)
- Hugh Elles, generale inglese (n. 1880 - Londra, † 1945)
- Hugh Gough, generale inglese (Woodstown, n. 1779 - Londra, † 1869)
- Judson Kilpatrick, generale e politico statunitense (Wantage Township, n. 1836 - Santiago del Cile, † 1881)
- Hugh Trenchard, I visconte Trenchard, generale britannico (Taunton, n. 1873 - Londra, † 1956)

## Geologi(1)
- Hugh Falconer, geologo, botanico e paleontologo scozzese (Forres, n. 1808 - Londra, † 1865)

## Giocatori di baseball(2)
- Hugh Duffy, giocatore di baseball e allenatore di baseball statunitense (Cranston, n. 1866 - Boston, † 1954)
- Hughie Jennings, giocatore di baseball e allenatore di baseball statunitense (Pittston, n. 1869 - Scranton, † 1928)

## Giocatori di football americano(5)
- Hugh Douglas, ex giocatore di football americano statunitense (Mansfield, n. 1971)
- Hugh Green, giocatore di football americano statunitense (Natchez, n. 1959)
- Hugh McElhenny, giocatore di football americano statunitense (Los Angeles, n. 1928 - Henderson, † 2022)
- Hugh McKinnis, ex giocatore di football americano statunitense (Sharon, n. 1948)
- Hugh Thornton, giocatore di football americano statunitense (Idaho, n. 1991)

## Giocatori di lacrosse(1)
- Hugh Grogan, giocatore di lacrosse statunitense (Toronto, n. 1872 - Chicago, † 1950)

## Giornalisti(1)
- Hugh Chisholm, giornalista britannico (Londra, n. 1866 - Londra, † 1924)

## Hockeisti su ghiaccio(3)
- Hugh Farquharson, hockeista su ghiaccio canadese (Montréal, n. 1911 - Burlington, † 1985)
- Hugh Plaxton, hockeista su ghiaccio canadese (Barrie, n. 1904 - Mississauga, † 1982)
- Hugh Sutherland, hockeista su ghiaccio canadese (Winnipeg, n. 1907 - Winnipeg, † 1990)

## Ingegneri(2)
- Hugh Beaver, ingegnere sudafricano (Johannesburg, n. 1890 - Londra, † 1967)
- Hugh Herr, ingegnere, biofisico e arrampicatore statunitense (n. 1964)

## Islamisti(1)
- Hugh N. Kennedy, islamista inglese (Hythe, n. 1947)

## Ittiologi(1)
- Hugh Hamilton DeWitt, ittiologo, biologo e oceanografo statunitense (San Jose, n. 1933 - Orono, † 1995)

## Librettisti(1)
- Hugh Wheeler, librettista, romanziere e sceneggiatore britannico (Hampstead, n. 1912 - Monterey, † 1987)

## Matematici(2)
- Hugh Montgomery, matematico statunitense (Muncie, n. 1944)
- Hugh Semple, matematico e gesuita scozzese (n. 1589 - † 1654)

## Medici(2)
- Hugh Llewellyn Glyn Hughes, medico e generale britannico (Ventersburg, n. 1892 - Edimburgo, † 1973)
- Hugh Young, medico, chirurgo e scienziato statunitense (San Antonio, n. 1870 - † 1945)

## Militari(7)
- Hugh Trefusis Brassey, ufficiale inglese (n. 1915 - † 1990)
- Hugh S. Johnson, ufficiale statunitense (Fort Scott, n. 1882 - Washington, † 1942)
- Hugh Valentine King, militare britannico (n. 1901 - † 1947)
- Hugh Roe O'Donnell, militare irlandese (Lifford, n. 1572 - Simancas, † 1602)
- Hugh Pigot, militare britannico (n. 1769 - † 1797)
- Hugh Thompson Jr., militare statunitense (Atlanta, n. 1943 - Pineville, † 2006)
- Hugh Watson, ufficiale britannico (Saltfleetby, n. 1872 - Windsor, † 1954)

## Musicisti(1)
- Hugh Masekela, musicista, cantante e trombettista sudafricano (Witbank, n. 1939 - Johannesburg, † 2018)

## Musicologi(1)
- Hugh Davies, musicologo e compositore inglese (Exmouth, n. 1943 - Londra, † 2005)

## Nobili(18)
- Hugh Percy, I duca di Northumberland, nobile e politico inglese (n. 1714 - † 1786)
- Hugh Bigod, I conte di Norfolk, nobile britannico (Belvoir Castle, n. 1095 - Palestina, † 1177)
- Hugh de Courtenay, II conte di Devon, nobile inglese (Devon, n. 1303 - Exeter, † 1377)
- Hugh FitzRoy, XI duca di Grafton, nobile britannico (Città del Capo, n. 1919 - Euston, † 2011)
- Hugh Fortescue, I conte di Fortescue, nobile inglese (n. 1753 - † 1841)
- Hugh Grosvenor, I duca di Westminster, nobile e politico inglese (n. 1825 - † 1899)
- Hugh Grosvenor, II duca di Westminster, nobile e ufficiale inglese (Cheshire, n. 1879 - Achfary, † 1953)
- Hugh Grosvenor, VII duca di Westminster, nobile e imprenditore britannico (Londra, n. 1991)
- Hugh de Lacy, signore di Meath, nobile britannico (Leinster, † 1186)
- Hugh Montgomerie, XII conte di Eglinton, nobile, politico e compositore scozzese (n. 1739 - † 1819)
- Hugh de Morville, Lord Cunningham, nobile normanno (Morville - † 1162)
- Hugh Percy, X duca di Northumberland, nobile e ufficiale inglese (n. 1914 - Londra, † 1988)
- Hugh de Stafford, II conte di Stafford, nobile britannico (Rodi, † 1386)
- Hugh Tyrrel, nobile e cavaliere medievale normanno (Selincourt, † 1199)
- Hugh de Vere, IV conte di Oxford, nobile britannico (n. 1210 - † 1263)
- Hugh de Beaumont, I conte di Bedford, nobile inglese (n. 1106)
- Hugh de Courtenay, I conte di Devon, nobile britannico (Exeter, † 1340)
- Hugh de Lacy, I conte di Ulster, nobile britannico (Leinster, † 1242)

## Organisti(1)
- Hugh Banton, organista britannico (Yeovil, n. 1949)

## Ornitologi(1)
- Hugh Alastair Ford, ornitologo australiano (n. 1946)

## Piloti automobilistici(2)
- Hugh Barter, pilota automobilistico australiano (Nagoya, n. 2005)
- Martin Donnelly, ex pilota automobilistico britannico (Belfast, n. 1964)

## Piloti motociclistici(2)
- Hugh Anderson, pilota motociclistico neozelandese (Hamilton, n. 1936)
- Kork Ballington, pilota motociclistico sudafricano (Salisbury, n. 1951)

## Pistard(1)
- Hugh Porter, ex pistard e ciclista su strada britannico (Wolverhampton, n. 1940)

## Pittori(2)
- Hugh Dycke Acland, pittore e incisore britannico (n. 1778 - † 1836)
- Hugh Auchincloss Steers, pittore statunitense (Washington, n. 1962 - New York, † 1995)

## Poeti(1)
- Hugh MacDiarmid, poeta scozzese (Langholm, n. 1892 - Edimburgo, † 1978)

## Politici(21)
- Hugh Joseph Addonizio, politico statunitense (Newark, n. 1914 - Red Bank, † 1981)
- Hugh Bayley, politico britannico (Maidenhead, n. 1952)
- Hugh Cairns, I conte Cairns, politico e nobile britannico (Down, n. 1819 - Bournemouth, † 1885)
- Hugh Cecil, I barone Quickswood, politico britannico (n. 1869 - † 1956)
- Hugh Clopton, politico inglese († 1496)
- Hugh M. Dorsey, politico e avvocato statunitense (Fayetteville, n. 1871 - Atlanta, † 1948)
- Hugh Drysdale, politico e militare britannico (Contea di Kilkenny - Williamsburg, † 1726)
- Hugh Fortescue, II conte di Fortescue, politico inglese (n. 1783 - † 1861)
- Hugh Fortescue, III conte di Fortescue, politico inglese (n. 1818 - † 1905)
- Hugh Fortescue, IV conte Fortescue, politico inglese (n. 1854 - † 1932)
- Hugh Fortescue, V conte di Fortescue, politico e militare britannico (Londra, n. 1888 - Castle Hill, † 1958)
- Hugh Gaitskell, politico britannico (Londra, n. 1906 - Londra, † 1963)
- Hugh J. Grant, politico statunitense (New York, n. 1858 - New York, † 1910)
- Desmond Hoyte, politico guyanese (Georgetown, n. 1929 - Georgetown, † 2002)
- Hugh Swinton Legaré, politico statunitense (Charleston, n. 1797 - Boston, † 1843)
- Hugh McVay, politico statunitense (Carolina del Sud, n. 1766 - Birmingham, † 1851)
- Hugh Percy, III duca di Northumberland, politico inglese (n. 1785 - Alnwick, † 1847)
- Tom Rice, politico statunitense (Charleston, n. 1957)
- Jim Saxton, politico statunitense (Nicholson, n. 1943)
- Hugh Segrave, politico inglese († 1386)
- Hugh Seymour, VI marchese di Hertford, politico e ufficiale inglese (Dublino, n. 1843 - Alcester, † 1912)

## Presbiteri(1)
- Hugh O'Flaherty, presbitero irlandese (Cahersiveen, n. 1898 - Cahersiveen, † 1963)

## Produttori discografici(1)
- Hugh Padgham, produttore discografico britannico (Amersham, n. 1955)

## Produttori teatrali(1)
- Binkie Beaumont, produttore teatrale e direttore teatrale britannico (n. 1908 - † 1973)

## Pugili(1)
- Hugh Roddin, pugile britannico (n. 1887 - † 1954)

## Registi(2)
- Hugh Ford, regista e sceneggiatore statunitense (Washington, n. 1868 - † 1952)
- Hugh Hudson, regista britannico (Londra, n. 1936 - Londra, † 2023)

## Religiosi(1)
- Hugh Price Hughes, religioso britannico (Carmarthen, n. 1847 - Londra, † 1902)

## Rugbisti a 15(1)
- Hugh McMeniman, rugbista a 15 australiano (Brisbane, n. 1983)

## Scacchisti(1)
- Hugh Alexander Kennedy, scacchista britannico (Madras, n. 1809 - Reading, † 1878)

## Sceneggiatori(1)
- Hugh Wilson, sceneggiatore e regista statunitense (Miami, n. 1943 - Charlottesville, † 2018)

## Scenografi(1)
- Hugh Hunt, scenografo statunitense (Memphis, n. 1902 - San Diego, † 1988)

## Schermidori(1)
- Hugh Alessandroni, schermidore statunitense (New York, n. 1908 - Little Silver, † 1989)

## Scrittori(6)
- Hugh Henry Brackenridge, scrittore statunitense (Campbeltown, n. 1748 - Carlisle, † 1816)
- Hugh Howey, scrittore statunitense (Charlotte, n. 1975)
- Hugh Johnson, scrittore e giornalista inglese (Londra, n. 1939)
- Hugh Lofting, scrittore britannico (Maidenhead, n. 1886 - Topanga, † 1947)
- Hugh Stanislaus Stange, scrittore, compositore e regista statunitense (New York, n. 1894 - Miami, † 1966)
- Hugh Walpole, scrittore britannico (Auckland, n. 1884 - Brackenburn, † 1941)

## Storici(1)
- Hugh Trevor-Roper, storico e pubblicista inglese (Glanton, n. 1914 - Oxford, † 2003)

## Storici dell'arte(1)
- Hugh Honour, storico dell'arte e scrittore inglese (Eastbourne, n. 1927 - Capannori, † 2016)

## Tennisti(3)
- Laurence Doherty, tennista britannico (Londra, n. 1875 - Broadstairs, † 1919)
- Hugh Jones, tennista statunitense (St. Louis, n. 1880 - Madison, † 1960)
- Hugh Stewart, tennista statunitense (Los Angeles, n. 1928 - † 2024)

## Teologi(2)
- Hugh Blair, teologo scozzese (Edimburgo, n. 1718 - Edimburgo, † 1800)
- Hugh G. M. Williamson, teologo inglese (n. 1947)

## Vescovi anglicani(1)
- Hugh Latimer, vescovo anglicano britannico (Thurcaston, n. 1487 - Oxford, † 1555)

## Vescovi cattolici(1)
- Hugh Gilbert, vescovo cattolico scozzese (Emsworth, n. 1952)

## Violoncellisti(1)
- Hugh MacDowell, violoncellista britannico (Londra, n. 1953 - Londra, † 2018)

## Senza attività specificata(3)
- Hugh d'Aubigny, V conte di Arundel, conte († 1243)
- Hugh Calveley, cavaliere medievale e politico britannico († 1394)
- Hugh le Despenser, I conte di Winchester, conte (n. 1261 - Bristol, † 1326)